# HMS Scorpion (G72)
«Скорпіон» (англ. HMS Scorpion (G72) — військовий корабель, ескадрений міноносець типу «S» Королівського військово-морського флоту Великої Британії часів Другої світової війни.
Ескадрений міноносець «Скорпіон» закладений 19 червня 1941 року на верфі компанії Cammell Laird у Беркенгеді. 26 серпня 1942 року він був спущений на воду, а 11 травня 1943 року увійшов до складу Королівських ВМС Великої Британії. Есмінець брав участь у бойових діях на морі в Другій світовій війні, переважно бився у Північній Атлантиці, супроводжуючи арктичні конвої. За проявлену мужність та стійкість у боях бойовий корабель заохочений трьома бойовими відзнаками.

## Бойовий шлях

### 1943
Протягом червня-вересня 1943 року виконував завдання з прикриття військово-морської бази Скапа-Флоу та захист судноплавства у Північно-Західних підходах. 20 жовтня «Скорпіон» разом з есмінцями «Махратта», «Матчлес», «Мілн», «Маскітер», «Саумарез», «Савідж», «Скодж», «Весткотт», корветом «Еглантін», тральщиками «Сігал» і «Харрієр» прибув до російської бухти Кола для забезпечення супроводження арктичних конвоїв.

#### Бій біля Нордкапа
1 листопада 1943 року есмінець входив до складу сил ескорту, що супроводжували конвой RA 54A, який повертався з Радянського Союзу.
20 грудня 1943 року з бухти Лох-Ю в Шотландії вийшов черговий арктичний конвой JW 55B з 19 транспортних та вантажних суден. До складу сил супроводу під командуванням віце-адмірала Б. Фрезера входили: лінкор «Герцог Йоркський», крейсери «Белфаст», «Норфолк», «Шеффілд», «Джамайка» і чотири есмінці «Саумарез», «Савідж», «Скорпіон» і норвезький «Сторд».
26 грудня 1943 року о 8:40 в умовах повної полярної ночі кораблі союзників вступили в бій з німецьким ударним угрупованням флоту, яке очолював лінійний корабель ВМС Третього Рейху «Шарнгорст».
В ході морського бою, який точився протягом дня, британські кораблі завдали серйозних пошкоджень лінкору «Шарнгорст», який приблизно о 18:45 внаслідок отриманих ушкоджень від вогню противника затонув.

### 1944
Протягом березня 1944 року ескадрений міноносець «Скорпіон» знову супроводжував до берегів Баренцевого й Білого морів конвої JW 58 з 47 транспортних та вантажних суден.
З 17 до 23 вересня 1944 року «Скорпіон» супроводжував конвой JW 60 до Мурманська та зворотний конвой RA 60.
У жовтні разом з крейсером «Дайадем» та есмінцями «Скодж», «Онслот» і «Зілоус» прикривали ескортні авіаносці «Персьюер» і «Преміер», чия авіація ставила мінні загородження поблизу Кармзунда в Норвегії.